# Coppa Italia 2020-2021 (calcio femminile)
L'edizione 2020-2021 è stata la quarantanovesima della storia della Coppa Italia di calcio femminile. La competizione è iniziata il 2 settembre 2020 e si è conclusa il 30 maggio 2021. Il torneo è stato vinto per la prima volta dalla Roma, che in finale ha sconfitto il Milan dopo i tiri di rigore.

## Squadre partecipanti
Partecipano alla competizione 26 squadre: le 12 di Serie A e le 14 di Serie B.

### Serie A
- Empoli
- Fiorentina
- Florentia S.G.
- Inter
- Juventus
- Milan
- Napoli
- Pink Sport Time
- Roma
- San Marino
- Sassuolo
- Verona

### Serie B
- Brescia
- Cesena[4]
- ChievoVerona FM
- Cittadella
- Lazio
- Orobica
- Perugia
- Pomigliano
- Pontedera
- Ravenna
- Riozzese Como
- Roma CF
- Tavagnacco
- Vicenza

## Date
| Fase               | Turno                             | Data                                      |                                           |
| ------------------ | --------------------------------- | ----------------------------------------- | ----------------------------------------- |
| Turno preliminare  | 2 settembre 2020 6 settembre 2020 | 2 settembre 2020 6 settembre 2020         |                                           |
| Gironi eliminatori | 1ª giornata                       | 26/27 settembre 2020                      | 26/27 settembre 2020                      |
| Gironi eliminatori | 2ª giornata                       | 1º/18/19/21 novembre 2020/13 gennaio 2021 | 1º/18/19/21 novembre 2020/13 gennaio 2021 |
| Gironi eliminatori | 3ª giornata                       | 21/22 novembre/17 dicembre 2020           | 21/22 novembre/17 dicembre 2020           |
| Fase finale        | Quarti di finale                  | 30/31 gennaio 2021 13/14 febbraio 2021    | 30/31 gennaio 2021 13/14 febbraio 2021    |
| Fase finale        | Semifinali                        | 13/14 marzo 2021 24/25 aprile 2021        | 13/14 marzo 2021 24/25 aprile 2021        |
| Fase finale        | Finale                            | 30 maggio 2021                            | 30 maggio 2021                            |

## Formula
Alla competizione prendono parte le 12 squadre partecipanti alla Serie A e le 14 squadre partecipanti alla Serie B. Rispetto alle due stagioni precedenti ci sono due partecipanti in più, in seguito all'ampliamento da 12 a 14 squadre della Serie B. La competizione si articola su cinque fasi. La prima fase è un turno preliminare che coinvolge le ultime quattro squadre della graduatoria, la seconda è caratterizzata dai gironi eliminatori ai quali prendono parte le due vincitrici del turno preliminare e le 22 squadre rimanenti: le compagini sono suddivise in otto gironi da tre squadre ciascuno. Nei gironi si giocano gare di sola andata, e vengono ammesse ai quarti di finale solamente le otto vincitrici dei gironi. A partire dalla seconda fase, i quarti di finale si disputano su gare di andata e ritorno, come le semifinali, mentre la finale si disputa su gara unica in campo neutro.

## Turno preliminare
Al turno preliminare prendono parte le ultime quattro squadre della graduatoria: le due ripescate in Serie B, Brescia e Perugia, e le due neopromosse in Serie B con il rendimento peggiore nella Serie C 2019-2020, Vicenza e Pontedera (il Como non si è iscritto alla Serie B).
| Squadra 1            | Totale | Squadra 2 | Andata       | Ritorno |
| -------------------- | ------ | --------- | ------------ | ------- |
| 2 - 6 settembre 2020 |        |           |              |         |
| Brescia              | 4 - 1  | Vicenza   | 3 - 0 (tav.) | 1 - 1   |
| Perugia              | 1 - 4  | Pontedera | 0 - 1        | 1 - 3   |

### Andata
| Arbitro: | Silvestri (Roma 1) |

|  |           |               |
|  | Marcatori | 57’ A. Sacchi |

| Arbitro: | Kovacevic (Arco Riva) |

|            |           |  |
| Brayda 41’ | Marcatori |  |

### Ritorno
| Arbitro: | Mori (La Spezia) |

|                                                          |           |                |
| Del Prete 81’ (rig.) Iannella 90’ (rig.) A. Sacchi 90+2’ | Marcatori | 21’ Federiconi |

| Arbitro: | Aldi (Finale Emilia) |

|              |           |              |
| Cattuzzo 33’ | Marcatori | 56’ Pasquali |

## Gironi eliminatori

### Girone A

#### Classifica
| Pos. | Squadra        | Pt | G | V | N | P | GF | GS | DR |
| ---- | -------------- | -- | - | - | - | - | -- | -- | -- |
| 1.   | Florentia S.G. | 6  | 2 | 2 | 0 | 0 | 5  | 0  | +5 |
| 2.   | Verona         | 3  | 2 | 1 | 0 | 1 | 2  | 1  | +1 |
| 3.   | Cittadella     | 0  | 2 | 0 | 0 | 2 | 0  | 6  | -6 |

#### Risultati
| Arbitro: | Bonacina (Bergamo) |

|  |           |                        |
|  | Marcatori | 68’ Motta 90’ Bragonzi |

| Arbitro: | Kovacevic (Arco Riva) |

|  |           |                                      |
|  | Marcatori | 9’, 48’ Martinovic 61’, 75’ Dahlberg |

| Arbitro: | Bozzetto (Bergamo) |

|  |           |                |
|  | Marcatori | 27’ Martinovic |

### Girone B

#### Classifica
| Pos. | Squadra | Pt | G | V | N | P | GF | GS | DR |
| ---- | ------- | -- | - | - | - | - | -- | -- | -- |
| 1.   | Inter   | 4  | 2 | 1 | 1 | 0 | 7  | 3  | +4 |
| 2.   | Lazio   | 4  | 2 | 1 | 1 | 0 | 6  | 4  | +2 |
| 3.   | Brescia | 0  | 2 | 0 | 0 | 2 | 1  | 7  | -6 |

#### Risultati
| Arbitro: | Migliorini (Verona) |

|              |           |                                             |
| C. Merli 16’ | Marcatori | 55’ Visentin 60’ (rig.) Martín 90+4’ Mattei |

| Arbitro: | Tricarico (Verona) |

|  |           |                                                  |
|  | Marcatori | 30’ Debever 39’ Møller 57’ Marinelli 90’ Tarenzi |

| Arbitro: | Silvera (Valdarno) |

|                                          |           |                                |
| Lipman 30’ Martín 47’ (rig.), 80’ (rig.) | Marcatori | 12’, 31’ Marinelli 28’ Tarenzi |

### Girone C

#### Classifica
| Pos. | Squadra       | Pt | G | V | N | P | GF | GS | DR |
| ---- | ------------- | -- | - | - | - | - | -- | -- | -- |
| 1.   | Fiorentina    | 6  | 2 | 2 | 0 | 0 | 11 | 2  | +9 |
| 2.   | San Marino    | 3  | 2 | 1 | 0 | 1 | 5  | 8  | -3 |
| 3.   | Riozzese Como | 0  | 2 | 0 | 0 | 2 | 4  | 10 | -6 |

#### Risultati
| Arbitro: | Tona Mbei (Cuneo) |

|                              |           |                                                           |
| Rognoni 2’, 12’ Ferrario 43’ | Marcatori | 50’ Nozzi 55’ (aut.) Rizzon 62’ Chandarana 90+4’ Barbieri |

| Arbitro: | Papale (Torino) |

|                |           |                                                          |
| Ambrosetti 60’ | Marcatori | 11’, 20’ Sabatino 39’ Neto 59’ Bonetti 75’, 83’ Piemonte |

| Arbitro: | Sacchi (Macerata) |

|                    |           |                                                     |
| Corazzi 65’ (rig.) | Marcatori | 6’, 15’ Sabatino 20’ Piemonte 32’ Bonetti 90’ Baldi |

### Girone D

#### Classifica
| Pos. | Squadra         | Pt | G | V | N | P | GF | GS | DR |
| ---- | --------------- | -- | - | - | - | - | -- | -- | -- |
| 1.   | Empoli          | 6  | 2 | 2 | 0 | 0 | 8  | 2  | +6 |
| 2.   | Ravenna         | 3  | 2 | 1 | 0 | 1 | 4  | 5  | -1 |
| 3.   | ChievoVerona FM | 0  | 2 | 0 | 0 | 2 | 1  | 6  | -5 |

#### Risultati
| Arbitro: | Rispoli (Locri) |

|             |           |                          |
| Carraro 55’ | Marcatori | 36’ Filippi 78’ Burbassi |

| Arbitro: | Gasperotti (Rovereto) |

|  |           |                                      |
|  | Marcatori | 9’ Prugna 38’ Dompig 44’, 45’ Caloia |

| Arbitro: | Stabile (Padova) |

|                          |           |                                         |
| Morucci 6’ Marengoni 60’ | Marcatori | 23’, 67’ Glionna 43’ Miotto 88’ Cinotti |

### Girone E

#### Classifica
| Pos. | Squadra         | Pt | G | V | N | P | GF | GS | DR |
| ---- | --------------- | -- | - | - | - | - | -- | -- | -- |
| 1.   | Juventus        | 6  | 2 | 2 | 0 | 0 | 9  | 2  | +7 |
| 2.   | Pink Sport Time | 1  | 2 | 0 | 1 | 1 | 2  | 5  | -3 |
| 3.   | Pomigliano      | 1  | 2 | 0 | 1 | 1 | 2  | 6  | -4 |

#### Risultati
| Arbitro: | Gagliardini (Macerata) |

|            |           |          |
| Moraca 58’ | Marcatori | 82’ Ceci |

| Arbitro: | Allegretta (Molfetta) |

|           |           |                                                      |
| Pinna 86’ | Marcatori | 32’ Cernoia 53’, 90’ Stašková 67’ Ippólito 84’ Alves |

| Arbitro: | Castellone (Napoli) |

|              |           |                                        |
| Helmvall 47’ | Marcatori | 4’, 62’ Bonansea 7’ Alves 14’ Zamanian |

### Girone F

#### Classifica
| Pos. | Squadra | Pt | G | V | N | P | GF | GS | DR |
| ---- | ------- | -- | - | - | - | - | -- | -- | -- |
| 1.   | Milan   | 6  | 2 | 2 | 0 | 0 | 6  | 0  | +6 |
| 2.   | Orobica | 3  | 2 | 1 | 0 | 1 | 1  | 4  | -3 |
| 3.   | Cesena  | 0  | 2 | 0 | 0 | 2 | 0  | 3  | -3 |

#### Risultati
| Arbitro: | Catanzaro (Catanzaro) |

|  |           |            |
|  | Marcatori | 20’ Airola |

| Arbitro: | Bianchini (Terni) |

|  |           |                           |
|  | Marcatori | 28’ Spinelli 68’ Giacinti |

| Arbitro: | Pirriatore (Bologna) |

|  |           |                                                                |
|  | Marcatori | 12’ (rig.), 52’ Giacinti 45’ (aut.) Lugli 90+1’ Tucceri Cimini |

### Girone G

#### Classifica
| Pos. | Squadra   | Pt | G | V | N | P | GF | GS | DR |
| ---- | --------- | -- | - | - | - | - | -- | -- | -- |
| 1.   | Sassuolo  | 4  | 2 | 1 | 1 | 0 | 5  | 3  | +2 |
| 2.   | Napoli    | 4  | 2 | 1 | 1 | 0 | 2  | 1  | +1 |
| 3.   | Pontedera | 0  | 2 | 0 | 0 | 2 | 2  | 5  | -3 |

#### Risultati
| Arbitro: | Campazzo (Genova) |

|  |           |                |
|  | Marcatori | 87’ El Bastali |

| Arbitro: | Giacometti (Gubbio) |

|                          |           |                                                              |
| Carrozzo 2’ Iannella 90’ | Marcatori | 20’ Monterubbiano 41’ Cambiaghi 56’ Mihashi 78’ Pellinghelli |

| Arbitro: | Allegretta (Molfetta) |

|            |           |             |
| Goldoni 4’ | Marcatori | 20’ Santoro |

### Girone H

#### Classifica
| Pos. | Squadra    | Pt | G | V | N | P | GF | GS | DR  |
| ---- | ---------- | -- | - | - | - | - | -- | -- | --- |
| 1.   | Roma       | 6  | 2 | 2 | 0 | 0 | 12 | 0  | +12 |
| 2.   | Roma CF    | 3  | 2 | 1 | 0 | 1 | 2  | 7  | -5  |
| 3.   | Tavagnacco | 0  | 2 | 0 | 0 | 2 | 0  | 7  | -7  |

#### Risultati
| Arbitro: | Menicucci (Lanciano) |

|                       |           |  |
| Glaser 15’ Miglio 47’ | Marcatori |  |

| Arbitro: | Menicucci (Lanciano) |

|  |           |                                                             |
|  | Marcatori | 14’, 21’, 60’ Andressa 69’ Massa 82’ Landa 84’, 86’ Corelli |

| Arbitro: | Marin (Portogruaro) |

|  |           |                                                                     |
|  | Marcatori | 19’ Ohale 23’ Hegerberg 29’ Giugliano 61’ Bonfantini 90+3’ Severini |

## Quarti di finale
Ai quarti di finale accedono le 8 vincitrici dei gironi eliminatori. Si svolgono ad eliminazione diretta in gare di andata e ritorno. Hanno diritto di giocare la gara di ritorno in casa le società meglio classificate al termine della stagione sportiva 2019-2020.
| Squadra 1      | Totale      | Squadra 2  | Andata | Ritorno |
| -------------- | ----------- | ---------- | ------ | ------- |
| Empoli         | 4 - 10      | Juventus   | 4 - 5  | 0 - 5   |
| Florentia S.G. | 1 - 10      | Roma       | 0 - 4  | 1 - 6   |
| Sassuolo       | 1 - 1 (gfc) | Milan      | 1 - 1  | 0 - 0   |
| Inter          | 2 - 1       | Fiorentina | 2 - 0  | 0 - 1   |

### Andata
| Arbitro: | Cascone (Nocera Inferiore) |

|                                  |           |                                                              |
| Glionna 37’, 44’, 49’ Dompig 75’ | Marcatori | 41’ Boattin 68’ Zamanian 77’ Stašková 78’ Girelli 87’ Salvai |

| Arbitro: | Delrio (Reggio Emilia) |

|                          |           |  |
| Bartoňová 26’ Møller 42’ | Marcatori |  |

| Arbitro: | Angelucci (Foligno) |

|  |           |                                           |
|  | Marcatori | 6’, 30’ Lázaro 45’ Serturini 48’ Andressa |

| Arbitro: | Di Marco (Ciampino) |

|                 |           |              |
| Philtjens 90+1’ | Marcatori | 43’ Giacinti |

### Ritorno
| Arbitro: | Perenzoni (Rovereto) |

|                                                                |           |  |
| Bonansea 21’ Girelli 30’ (rig.) Sembrant 60’ Stašková 80’, 89’ | Marcatori |  |

| Milano 13 febbraio 2021, ore 14:30 CET | Milan           | 0 – 0 referto | Sassuolo | Centro sportivo Vismara\| Arbitro: \| Marotta (Sapri) \| |
| Arbitro:                               | Marotta (Sapri) |               |          |                                                          |

| Arbitro: | Gualtieri (Asti) |

|           |           |  |
| Quinn 38’ | Marcatori |  |

| Arbitro: | Vergaro (Bari) |

|                                                                              |           |             |
| Andressa 3’ (rig.) Bonfantini 10’, 24’ Thomas 34’ Serturini 41’ Severini 76’ | Marcatori | 14’ Cantore |

## Semifinali
Alle semifinali accedono le 4 vincitrici dei quarti di finale. Si svolgono ad eliminazione diretta in gare di andata e ritorno. Hanno diritto di giocare la gara di ritorno in casa le società meglio classificate al termine della stagione sportiva 2019-2020.
| Squadra 1 | Totale      | Squadra 2 | Andata | Ritorno |
| --------- | ----------- | --------- | ------ | ------- |
| Roma      | 4 - 4 (gfc) | Juventus  | 2 - 1  | 2 - 3   |
| Inter     | 4 - 5       | Milan     | 2 - 1  | 2 - 4   |

### Andata
| Arbitro: | Rutella (Enna) |

|                         |           |            |
| Serturini 2’ Thomas 88’ | Marcatori | 49’ Hurtig |

| Arbitro: | Ricci (Firenze) |

|                         |           |              |
| Marinelli 4’ Møller 12’ | Marcatori | 14’ Giacinti |

### Ritorno
| Arbitro: | Ferrieri Caputi (Livorno) |

|                                |           |                            |
| Boquete 8’, 14’ Dowie 79’, 86’ | Marcatori | 60’ Marinelli 90+1’ Møller |

| Arbitro: | Colombo (Como) |

|                                             |           |                       |
| Junge Pedersen 18’ Girelli 90+2’ Gama 90+6’ | Marcatori | 77’ Thomas 82’ Lázaro |

## Finale
| Arbitro: | Marotta (Sapri) |

|                                       |                      |                                     |
| Boquete Agard Grimshaw Tucceri Cimini | Tiri di rigore 1 – 3 | Giugliano Serturini Linari Bernauer |

## Statistiche

### Classifica marcatrici
| Gol | Rigori |  | Giocatore           | Squadra        |
| --- | ------ |  | ------------------- | -------------- |
| 5   |        |  | Benedetta Glionna   | Empoli         |
| 5   |        |  | Gloria Marinelli    | Inter          |
| 5   |        |  | Andrea Stašková     | Juventus       |
| 5   | 1      |  | Andressa            | Roma           |
| 5   | 1      |  | Valentina Giacinti  | Milan          |
| 4   |        |  | Caroline Møller     | Inter          |
| 4   |        |  | Daniela Sabatino    | Fiorentina     |
| 3   |        |  | Barbara Bonansea    | Juventus       |
| 3   |        |  | Agnese Bonfantini   | Roma           |
| 3   |        |  | Paloma Lázaro       | Roma           |
| 3   |        |  | Melania Martinovic  | Florentia S.G. |
| 3   |        |  | Martina Piemonte    | Fiorentina     |
| 3   |        |  | Annamaria Serturini | Roma           |
| 3   |        |  | Lindsey Thomas      | Roma           |
| 3   | 1      |  | Cristiana Girelli   | Juventus       |
| 3   | 3      |  | Adriana Martín      | Lazio          |